# Набэсима Мунэсигэ
Набэсима Мунэсигэ (яп. 鍋島 宗茂, 3 февраля 1687 — 7 января 1755) — японский даймё периода Эдо, 6-й правитель княжества Сага (1730—1738).

## Биография
Пятнадцатый сын Набэсимы Мицусигэ, третьего даймё Саги. Мать, дочь Сигё Содзэна. Его изначальное имя было Наотада (直董). В 1705 году, когда его брат, Кумасиро Наотоси (позже Набэсима Ёсисигэ), стал преемником своего старшего брата Набэсимы Цунасигэ, Наотада унаследовал главенство семьи Кумасиро и сменил свое имя на Кумасиро Наоката (神代直堅). Однако у Ёсисигэ также не было сына, и в 1718 году Наоката стал его наследником, а его младший брат Набэсима Наоката, восемнадцатый сын Набэсимы Мицусигэ, унаследовал главенство семьи Кумасиро. В 1730 году после смерти Ёсисигэ он унаследовал княжество, после чего сменил своё имя на Набэсима Мунэсигэ (鍋島宗茂) , используя иероглиф из имени сёгуна Токугава Ёсимунэ и традиционный иероглиф семьи Набэсима. До этого он нанял широкий круг людей, чтобы помочь восстановить замок Сага, который был разрушен пожаром в 1726 году, чтобы сэкономить деньги и провести финансовую реформу. В 1732 году княжество пострадало от Великого голода годов Кёхо и начало выпускать чрезвычайные деньги хансацу, чтобы погасить свои долги. В 1738 году Мунэсигэ вышел в отставку и передал княжество своему старшему сыну Норисигэ (Набэсима Мунэнори).

## Семья
Жена, Садахимэ, дочь Кудзэ Митики, четвёртого сына Наканоин Митисигэ. Наложница, Юки, дочь Сёдая Сигэсады.
Дети Садахимэ:
- Набэсима Мунэнори (1718—1780), старший сын.
- Набэсима Наотика (1724—1785), пятый сын.
- Набэсима Сигэмоти (1733—1770), седьмой сын.

Дети Юки:
- Набэсима Харусигэ (1745—1805), десятый сын.
- Морихимэ, жена Датэ Муратоки[яп.], даймё Увадзимы.
- жена Окабэ Нагасуми[яп.], даймё Кисивады[яп.].